# Beaucaire (Gers)
Beaucaire  es una localidad y comuna francesa situada en el departamento de Gers en la región de Mediodía-Pirineos, en el distrito de Condom y cantón de Valence-sur-Baïse. 

## Demografía
| 387 | 345 | 312 | 297 | 305 | 277 |
| Para los censos de 1962 a 1999 la población legal corresponde a la población sin duplicidades (Fuente: INSEE [Consultar]) |     |     |     |     |     |